# Skeeter Davis
Skeeter Davis (nascida como Mary Frances Penick ; em 30 de dezembro de 1931 - 19 de setembro de 2004) foi uma cantora americana de música country que cantou canções de música pop crossover, incluindo a canção de 1962 "The End of the World". Ela começou como parte do grupo The Davis Sisters como uma adolescente no final da década de 1940, eventualmente aterrissando na RCA Victor. No final da década de 1950, ela se tornou uma estrela solo.
Uma das primeiras mulheres a alcançar o estrelato principal no campo de música country como vocalista solo, ela foi uma influência reconhecida em Tammy Wynette e Dolly Parton e foi aclamada como uma "extraordinária cantora country/pop" pelo crítico de música do The New York Times, Robert Palmer.

## Vida e carreira

### 1931-1947: Início da vida
Davis nasceu Mary Frances Penick em 30 de dezembro de 1931 , a primeira de sete filhos nascidos do fazendeiro William Lee e Sarah Rachel Penick (nascida Roberts), em Dry Ridge, Kentucky. Porque seu avô achava que ela tinha muita energia para uma criança, ele apelidou ela de Mary Frances "Skeeter" (gíria para mosquito).  Quando Davis era um bebê, seu tio-avô foi condenado por assassinar seu avô materno em Indiana.  Depois deste incidente, Davis lembrou que sua mãe se tornou uma "mulher amargamente deprimida". 

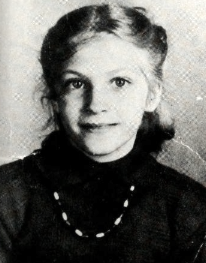
Davis em uma foto da escola, com dez anos de idade.

## Morte
Em 2001, Davis tornou-se incapacitada por seu câncer de mama, que havia sido reproduzido por metástese. No ano seguinte, ela fez sua última apresentação no Grand Ole Opry, realizando "o fim do mundo". Ela morreu de câncer de mama em um hospício em Nashville, Tennessee, em 19 de setembro de 2004 aos 73 anos. 

## Trabalhos citados
- Davis, Skeeter. Bus Fare to Kentucky: The Autobiography of Skeeter Davis. [S.l.: s.n.] ISBN 978-1-559-72191-2  Davis, Skeeter. Bus Fare to Kentucky: The Autobiography of Skeeter Davis. [S.l.: s.n.] ISBN 978-1-559-72191-2  Davis, Skeeter. Bus Fare to Kentucky: The Autobiography of Skeeter Davis. [S.l.: s.n.] ISBN 978-1-559-72191-2
- Erlewine, Michael. All Music Guide to Country: The Experts' Guide to the Best Recordings In Country Music. [S.l.: s.n.] ISBN 0-87930-475-8  Erlewine, Michael. All Music Guide to Country: The Experts' Guide to the Best Recordings In Country Music. [S.l.: s.n.] ISBN 0-87930-475-8  Erlewine, Michael. All Music Guide to Country: The Experts' Guide to the Best Recordings In Country Music. [S.l.: s.n.] ISBN 0-87930-475-8
- Feldman, Christopher. The Billboard Book of No 2 Singles. [S.l.: s.n.] ISBN 0-8230-7695-4  Feldman, Christopher. The Billboard Book of No 2 Singles. [S.l.: s.n.] ISBN 0-8230-7695-4  Feldman, Christopher. The Billboard Book of No 2 Singles. [S.l.: s.n.] ISBN 0-8230-7695-4
- Kingsbury (ed.). The Encyclopedia of Country Music:The Ultimate Guide to the Music: The Ultimate Guide to the Music. [S.l.: s.n.] ISBN 0-195-17608-1  Kingsbury (ed.). The Encyclopedia of Country Music:The Ultimate Guide to the Music: The Ultimate Guide to the Music. [S.l.: s.n.] ISBN 0-195-17608-1  Kingsbury (ed.). The Encyclopedia of Country Music:The Ultimate Guide to the Music: The Ultimate Guide to the Music. [S.l.: s.n.] ISBN 0-195-17608-1
- Murrells, Joseph. The Book of Golden Discs. [S.l.: s.n.] ISBN 0-214-20512-6  Murrells, Joseph. The Book of Golden Discs. [S.l.: s.n.] ISBN 0-214-20512-6  Murrells, Joseph. The Book of Golden Discs. [S.l.: s.n.] ISBN 0-214-20512-6
- Whitburn, Joel. Top Adult Contemporary: 1961-2001. [S.l.: s.n.]
- Whitburn, Joel. Joel Whitburn's Top Country Songs: 1944-2005, Billboard. [S.l.: s.n.] ISBN 978-0-898-20165-9  Whitburn, Joel. Joel Whitburn's Top Country Songs: 1944-2005, Billboard. [S.l.: s.n.] ISBN 978-0-898-20165-9  Whitburn, Joel. Joel Whitburn's Top Country Songs: 1944-2005, Billboard. [S.l.: s.n.] ISBN 978-0-898-20165-9
- Whitburn, Joel. The Billboard Book of Top 40 Country Hits. [S.l.: s.n.] ISBN 0-8230-8291-1  Whitburn, Joel. The Billboard Book of Top 40 Country Hits. [S.l.: s.n.] ISBN 0-8230-8291-1  Whitburn, Joel. The Billboard Book of Top 40 Country Hits. [S.l.: s.n.] ISBN 0-8230-8291-1
- Wolfe, Charles K. Kentucky Country: Folk and Country Music of Kentucky. [S.l.: s.n.] ISBN 0-813-10879-9  Wolfe, Charles K. Kentucky Country: Folk and Country Music of Kentucky. [S.l.: s.n.] ISBN 0-813-10879-9  Wolfe, Charles K. Kentucky Country: Folk and Country Music of Kentucky. [S.l.: s.n.] ISBN 0-813-10879-9